# 남원군 (1963년 선거구)
남원군은 대한민국의 옛 국회의원 선거구이다. 당시 전라북도 남원군 지역을 관할했다.

## 역사
제6대 국회의원 선거를 앞두고 남원군 갑 선거구와 남원군 을 선거구가 통합되면서 신설되었다.
제9대 국회의원 선거를 앞두고 임실군·순창군 선거구와 통합되면서 임실군·남원군·순창군 선거구를 이루게 됨에 따라 폐지되었다.

## 역대 국회의원
| 선거   | 정당 | 정당       | 의원   |
| ------ | ---- | ---------- | ------ |
| 1963년 |      | 민주공화당 | 류광현 |
| 1967년 |      | 민주공화당 | 류광현 |
| 1971년 |      | 신민당     | 양해준 |

## 역대 선거 결과

### 대한민국 제6대 국회의원 선거
|  | 31.91% |

|  | 20.24% |

|  | 16.16% |

|  | 15.82% |

|  | 8.73% |

|  | 3.42% |

|  | 2.50% |

|  | 1.18% |

### 대한민국 제7대 국회의원 선거
|  | 62.71% |

|  | 33.38% |

|  | 2.47% |

|  | 1.10% |

|  | 0.32% |

|  | 0% |

### 대한민국 제8대 국회의원 선거
|  | 54.83% |

|  | 45.16% |